# زمین‌لرزه ۱۹۴۵ چین
زمین‌لرزه چین  در تاریخ ۲۳ سپتامبر ۱۹۴۵ میلادی، برابر با ‎۱ مهر ۱۳۲۴، ساعت ۱۵:۳۴:۲۱ به زمان یوتی‌سی در چین رخ داد. بزرگی آن ۶٫۳ در مقیاس ریشتر اعلام شده‌است. زمین‌لرزه به وقت محلی در روز یکشنبه، ساعت ۲۳ روی داده و منطقه زمانی آن یوتی‌سی +۸ بوده‌است .
سازمان زمین‌شناسی آمریکا نیز جای این زمین‌لرزه را در مختصات ۳۹°۳۰′شمالی ۱۱۹°۰۰′شرقی / ۳۹٫۵°شمالی ۱۱۹°شرقی و بزرگی آنرا برابر با ۶٫۳ در مقیاس ریشتر اعلام کرده‌است. 
شمار کشتگان زلزله حدود ۶۰۰ نفر بوده‌است. تعداد زخمیان ۲۰۰ نفر برآورده شده‌است. 